# Sobral de Monte Agraço
Sobral de Monte Agraço (su'bɾaɫ dɨ 'mõt(ɨ) ɐ'gɾasu) è un comune portoghese di 8 927 abitanti situato nel distretto di Lisbona.

## Società

### Evoluzione demografica
| Popolazione di Sobral de Monte Agraço (1801 – 2004) | Popolazione di Sobral de Monte Agraço (1801 – 2004) | Popolazione di Sobral de Monte Agraço (1801 – 2004) | Popolazione di Sobral de Monte Agraço (1801 – 2004) | Popolazione di Sobral de Monte Agraço (1801 – 2004) | Popolazione di Sobral de Monte Agraço (1801 – 2004) | Popolazione di Sobral de Monte Agraço (1801 – 2004) | Popolazione di Sobral de Monte Agraço (1801 – 2004) | Popolazione di Sobral de Monte Agraço (1801 – 2004) |
| --------------------------------------------------- | --------------------------------------------------- | --------------------------------------------------- | --------------------------------------------------- | --------------------------------------------------- | --------------------------------------------------- | --------------------------------------------------- | --------------------------------------------------- | --------------------------------------------------- |
| 1801                                                | 1849                                                | 1900                                                | 1930                                                | 1960                                                | 1981                                                | 1991                                                | 2001                                                | 2004                                                |
| 952                                                 | 3921                                                | 5747                                                | 6845                                                | 7744                                                | 7863                                                | 7245                                                | 8927                                                | 9789                                                |

## Freguesias
- Santo Quintino
- Sapataria
- Sobral de Monte Agraço